# Атока (Њу Мексико)
Атока (енгл. Atoka) насељено је место без административног статуса у америчкој савезној држави Њу Мексико.

## Демографија
По попису из 2010. године број становника је 1.077.
| Група             | 2000.    | 2010.       |
| Белци             | 0 (0,0%) | 495 (46,0%) |
| Афроамериканци    | 0 (0,0%) | 10 (0,9%)   |
| Азијати           | 0 (0,0%) | 2 (0,2%)    |
| Хиспаноамериканци | 0 (0,0%) | 559 (51,9%) |
| Укупно            | 0        | 1.077       |